# Erin Mielzynski
Erin Mielzynski (* 25. Mai 1990 in Brampton, Ontario) ist eine ehemalige kanadische Skirennläuferin und frühere Wasserskiläuferin. Ihre stärkste Disziplin im alpinen Skisport war der Slalom.

## Biografie
Als Jugendliche war Erin Mielzynski, ebenso wie ihre ältere Schwester Jenna, eine erfolgreiche Wasserskiläuferin. Sie gewann mehrere Titel bei kanadischen Meisterschaften und 2006 die Silbermedaille im Springen bei der U17-Weltmeisterschaft.
Im alpinen Skisport bestritt Mielzynski ihre ersten FIS-Rennen im Dezember 2005. Seit der Saison 2006/07 startet sie im Nor-Am Cup. Das beste Ergebnis ihres ersten Winters war der 14. Platz im Super-G von Panorama am 11. Dezember. In der Saison 2007/08 fuhr sie bereits fünfmal unter die besten zehn und erreichte mit Platz zwei in der Super-Kombination am Whiteface Mountain und Rang drei im Slalom von Craigleith ihre ersten Podestplätze. Sie erreichte damit den zweiten Platz in der Super-Kombinations-Wertung, den siebenten Platz in der Slalomwertung und Rang acht im Gesamtklassement. Damit gelang ihr auch die Aufnahme ins Team des kanadischen Skiverbandes. Seither nimmt sie an keinen Wasserski-Wettkämpfen mehr teil und konzentriert sich nun ausschließlich auf den alpinen Skisport.
In der Saison 2008/09 fuhr die Kanadierin wiederum fünf Mal unter die schnellsten zehn, erzielte diesmal aber keine Podestplätze. Im März nahm sie an den Juniorenweltmeisterschaften 2009 in Garmisch-Partenkirchen teil, wo sie sich mit Platz 43 im Riesenslalom und Platz 44 im Super-G nur in den hinteren Rängen klassieren konnte. Im Slalom fiel sie im zweiten Lauf aus.
Am 29. November 2009 nahm Mielzynski in Aspen erstmals an einem Weltcuprennen teil. In diesem Slalom holte sie mit Rang 30 ihren ersten Weltcuppunkt. Im Rest des Winters konnte sie zwar im Weltcup nicht mehr punkten, doch bei den Olympischen Winterspielen 2010 in Vancouver erreichte sie den 20. Platz im Slalom. Bei den Juniorenweltmeisterschaften 2010 in der Region Mont Blanc wurde sie Siebente im Slalom. Die Saison 2009/10 des Nor-Am Cups beendete sie mit zwei Podestplätzen auf Rang zwei in der Slalomwertung und Platz acht im Gesamtklassement.
Im Weltcup erzielte Mielzynski in der Saison 2010/11 mit Platz 13 im Slalom von Zwiesel ihr erstes Top-15-Ergebnis. Bei den Weltmeisterschaften 2011 in Garmisch-Partenkirchen erreichte sie im Slalom den 16. Platz, wobei sie im zweiten Durchgang die beste Zeit aller Gestarteten fuhr. Im Nor-Am-Cup gelangen ihr am Ende der Saison 2010/11 die ersten Siege. Mielzynski konnte sich im Verlaufe der Weltcupsaison 2011/12 nahe der Weltspitze etablieren. Am 4. März 2012 gewann sie überraschend den Slalom von Ofterschwang. Sie ist damit die erste kanadische Weltcup-Slalomsiegerin seit dem 21. Januar 1971, als Betsy Clifford beim Goldschlüsselrennen in Schruns gewann. In der darauffolgenden Saison fuhr Mielzynski beim Slalom in Zagreb ein weiteres Mal auf das Podest, wo sie hinter Mikaela Shiffrin und Frida Hansdotter den dritten Rang erzielte.
Am 1. Dezember 2013 punktete Mielzynski erstmals in einem Weltcup-Riesenslalom, als sie in Beaver Creek auf den 16. Platz fuhr. Allerdings erzielte sie in ihrer stärkeren Disziplin Slalom kaum noch zufriedenstellende Ergebnisse und verlor allmählich den Anschluss an die Weltspitze. Erst im Januar 2015 konnte sie wieder ein Top-10-Ergebnis erzielen. Bei den Weltmeisterschaften 2015 in Vail/Beaver Creek gewann sie etwas überraschend die Silbermedaille im Mannschaftswettbewerb. Im Slalom erzielte sie den 15. Platz, ebenso wie zwei Jahre später bei den Weltmeisterschaften 2017 in St. Moritz.
In der Weltcupsaison 2017/18 wurde Mielzynski 15. In der Slalom-Disziplinenwertung. Bei den Olympischen Winterspielen 2018 in Pyeongchang fuhr sie im Slalom auf Rang 11. In der darauffolgenden Saison erzielte Mielzynski als 12. ihr bestes Resultat in der Slalom-Disziplinenwertung, trotz mehrerer Ausfälle. Bei den Weltmeisterschaften 2019 in Åre wurde sie 10. im Slalom und 9. im Teambewerb. Dieses Niveau konnte sie jedoch in der Weltcupsaison 2019/20 nicht halten, die sie auf Rang 21 beendete. Am 3. Januar 2021 erzielte Mielzynski beim Slalom in Zagreb den fünften Rang und somit ihre erste Top-10-Platzierung im Weltcup seit Dezember 2018.
Am 23. April 2022 gab sie ihren Rücktritt auf den sozialen Netzwerken bekannt.

## Erfolge

### Olympische Spiele
- Vancouver 2010: 20. Slalom
- Sotschi 2014: 21. Riesenslalom
- Pyeongchang 2018: 11. Slalom
- Peking 2022: 9. Mannschaftswettbewerb, 16. Slalom

### Weltmeisterschaften
- Garmisch-Partenkirchen 2011: 16. Slalom
- Schladming 2013: 17. Slalom
- Vail/Beaver Creek 2015: 2. Mannschaftswettbewerb, 15. Slalom
- St. Moritz 2017: 15. Slalom
- Åre 2019: 9. Mannschaftswettbewerb, 10. Slalom
- Cortina d’Ampezzo 2021: 7. Mannschaftswettbewerb

### Weltcup
- 2 Podestplätze, davon 1 Sieg:

| Datum        | Ort          | Land        | Disziplin |
| ------------ | ------------ | ----------- | --------- |
| 4. März 2012 | Ofterschwang | Deutschland | Slalom    |

### Weltcupwertungen
| Saison  | Gesamt | Gesamt | Riesenslalom | Riesenslalom | Slalom | Slalom | Kombination | Kombination | Parallel | Parallel |
| Saison  | Platz  | Punkte | Platz        | Punkte       | Platz  | Punkte | Platz       | Punkte      | Platz    | Punkte   |
| ------- | ------ | ------ | ------------ | ------------ | ------ | ------ | ----------- | ----------- | -------- | -------- |
| 2009/10 | 131.   | 1      | –            | –            | 58.    | 1      | –           | –           | –        | –        |
| 2010/11 | 97.    | 31     | –            | –            | 35.    | 31     | –           | –           | –        | –        |
| 2011/12 | 42.    | 173    | –            | –            | 15.    | 173    | –           | –           | –        | –        |
| 2012/13 | 40.    | 203    | –            | –            | 13.    | 203    | –           | –           | –        | –        |
| 2013/14 | 70.    | 62     | 42.          | 15           | 30.    | 42     | 26.         | 5           | –        | –        |
| 2014/15 | 42.    | 153    | –            | –            | 14.    | 153    | –           | –           | –        | –        |
| 2015/16 | 54.    | 144    | –            | –            | 17.    | 136    | 41.         | 8           | –        | –        |
| 2016/17 | 73.    | 80     | –            | –            | 24.    | 80     | –           | –           | –        | –        |
| 2017/18 | 43.    | 182    | –            | –            | 15.    | 182    | –           | –           | –        | –        |
| 2018/19 | 38.    | 207    | –            | –            | 12.    | 207    | –           | –           | –        | –        |
| 2019/20 | 70.    | 63     | –            | –            | 21.    | 62     | –           | –           | 46.      | 1        |
| 2020/21 | 49.    | 108    | –            | –            | 16.    | 108    | –           | –           | –        | –        |
| 2021/22 | 61.    | 100    | –            | –            | 22.    | 100    | –           | –           | –        | –        |

### Nor-Am Cup
- Saison 2007/08: 8. Gesamtwertung, 2. Kombinationswertung, 7. Slalomwertung
- Saison 2008/09: 9. Slalomwertung
- Saison 2009/10: 8. Gesamtwertung, 2. Slalomwertung
- Saison 2010/11: 4. Slalomwertung
- Saison 2011/12: 2. Slalomwertung
- Saison 2013/14: 5. Kombinationswertung, 8. Super-G-Wertung
- Saison 2016/17: 7. Slalomwertung
- Saison 2017/18: 9. Slalomwertung
- 26 Podestplätze, davon 14 Siege:

| Datum             | Ort             | Land   | Disziplin         |
| ----------------- | --------------- | ------ | ----------------- |
| 15. März 2011     | Whistler        | Kanada | Slalom            |
| 16. März 2011     | Whistler        | Kanada | Slalom            |
| 13. Dezember 2011 | Panorama        | Kanada | Slalom            |
| 14. Dezember 2011 | Panorama        | Kanada | Slalom            |
| 26. November 2012 | Loveland        | USA    | Slalom            |
| 11. Dezember 2012 | Panorama        | Kanada | Super-Kombination |
| 14. Dezember 2012 | Panorama        | Kanada | Slalom            |
| 8. Dezember 2013  | Copper Mountain | USA    | Super-G           |
| 8. Dezember 2013  | Copper Mountain | USA    | Super-Kombination |
| 25. November 2015 | Jackson         | USA    | Slalom            |
| 14. Dezember 2016 | Panorama        | Kanada | Slalom            |
| 16. Dezember 2016 | Panorama        | Kanada | Slalom            |
| 17. Dezember 2016 | Panorama        | Kanada | Riesenslalom      |
| 18. November 2017 | Loveland        | USA    | Slalom            |

### Juniorenweltmeisterschaften
- Garmisch-Partenkirchen 2009: 43. Riesenslalom, 44. Super-G
- Mont Blanc 2010: 7. Slalom, 51. Riesenslalom

### Weitere Erfolge
- 3 kanadische Meistertitel (Slalom 2015, 2017 und 2018)
- 1 Podestplatz im Europacup
- 10 Siege in FIS-Rennen